# Drehwerk 1719 Wachtberg-Adendorf
Das Drehwerk 1719  ist ein Kulturbetrieb in Adendorf, Ortsteil von Wachtberg. Das Drehwerk befindet sich in der Töpferstr. 17–19, daher hat man dem Namen den Zusatz „1719“ hinzugefügt, um Verwechslungen mit anderen Unternehmen zu vermeiden.
Gegründet wurde der Kulturbetrieb von den Eheleuten Ille und Rudi Knorr im Jahr 2007, nachdem sie zuvor im Jahr 2003 das Grundstück der dort ansässigen, stillgelegten Töpferei Söndgen erworben hatten, um für ihre Agentur für Kinowerbung eine neue Bleibe zu bekommen. 
Nachdem die Renovierungsarbeiten für die Werbeagentur abgeschlossen waren, wurde über die Verwendung der noch weiteren alten leerstehenden, renovierungsbedürftigen Räumlichkeiten nachgedacht. Aufgrund der Affinität zu Kino beschloss man, eine BWL-Studentengruppe damit zu beauftragen, hinsichtlich der Wirtschaftlichkeit eines Kulturbetriebes mit dem Angebot von Kino, Kleinkunst und Gastronomie eine Marktforschungsanalyse zu erstellen. Diese ermittelte ein ausreichend großes Interesse, so dass der Entschluss gefasst wurde, dieses Projekt in Angriff zu nehmen.
Nach Eröffnung des Drehwerk 1719 wurde den Betreibern im Jahr 2008 der Innovationspreis der damaligen Filmstiftung NRW (heute: Film- und Medienstiftung) verliehen, der u. a. mit 10.000 € Preisgeld dotiert war. Aufgrund des Kinoprogramms wurden dem Drehwerk seither zudem jährlich Programmkinopreise verliehen. Die Kleinkunstbühne mit maximal 70 Plätzen wird mit monatlich zwischen 10 und 15 Veranstaltungen von vielen Künstlern aus dem Bereich Kabarett, Comedy sowie verschiedener Musikinterpreten genutzt. Das Bistro-Restaurant bietet den Besuchern von Kleinkunst und Kino eine Möglichkeit, sich vor oder nach der Veranstaltung kulinarisch verwöhnen zu lassen.